# Mutables Bindegewebe
Der Begriff Mutables Bindegewebe oder englisch mutable connective tissue, kurz MCT, bezeichnet eine besondere Form des kollagenösen Bindegewebes, die bislang nur bei einer einzigen Deuterostomiergruppe, den Echinodermata (Stachelhäuter), nachgewiesen ist.
Das mutable Bindegewebe ist ein diskontinuierliches Kollagenfasergeflecht, in dem die einzelnen Fasern über ein elastisches Netzwerk von Mikrofibrillen zu Bündeln organisiert sind. Diese Bündel sind untereinander über ein Glycoprotein (das Stiparin) verbunden.
Das mutable Bindegewebe weist besondere mechanische Eigenschaften auf. Es kann sehr schnell seine passiven mechanischen Eigenschaften (Zugfestigkeit, Steifigkeit, Viskosität) verändern. Ein steifes und hartes Gewebe kann z. B. innerhalb kürzester Zeit weich und fast flüssig werden und umgekehrt. Das Besondere hierbei ist, dass dieser Vorgang weitestgehend ohne ATP-ADP-Wandel, d. h. also energetisch äußerst sparsam abläuft.
Diese Eigenschaften gestatten den Echinodermen (Seelilien, Seesterne, Schlangensterne, Seeigel, Seegurken) ganz besondere Leistungen. So kann ein Antedon mediterranea beispielsweise über sehr lange Zeit als festes Gebilde in einer Wasserströmung sitzen und Nahrungspartikel filtrieren, weil die Gewebe durch die Änderung der internen Faserverknüpfung versteift worden sind. Eine solche starre, der Wasserströmung entgegenwirkende Körperhaltung ließe sich durch Muskelarbeit allein nur unter enormem Energieaufwand leisten.
Auch Seegurken (z. B. der Gattung Holothuria) demonstrieren die Eigenschaften des mutablen Bindegewebes eindrucksvoll: Nimmt man eine Holothurie in die Hand, wird ihre Körperwand zunächst fest, um kurz darauf ganz weich, fast flüssig zu werden, und regelrecht durch die Finger zu fließen.

## Erforschungsgeschichte
Die ersten Nachweise des mutablen Bindegewebes erfolgten bei Holothurien (Seegurken). In der Tat haben diese in ihrer Körperwand auch den größten Anteil an MCT. Das MCT leistet hier einen wichtigen Beitrag zur Fortbewegung, denn die nur schwach ausgebildete Ringmuskulatur ist kaum in der Lage, als wirksamer Antagonist gegen die Längsmuskeln zu arbeiten. Die peristaltisch-kriechende Fortbewegungsweise der Holothurien erfolgt durch eine abschnittsweise Versteifung und Erschlaffung der Körperhülle, durch den oben beschriebenen Mechanismus. Die Coelomfüllung wirkt hierbei als Kraftüberträger und Gegenspieler für die Muskulatur.

## Evolutionsgeschichte
Die Entstehung der mutablen Bindegewebe ist eine offene evolutionsgeschichtliche Frage. Auffällig sind die Ähnlichkeiten mit den Kollagenen Geweben der Wirbeltiere. Im Unterschied zu diesen weisen die MCT's eine sehr hohe Anzahl von Bindungsstellen für Proteoglucane auf, was die Kohäsion der Fasern untereinander beeinflusst. Des Weiteren sind als Besonderheiten das Bindungsprotein Stiparin und die so genannten Juxtaligamentalzellen zu nennen, welche eine Rolle in der Internierung des MCT spielen. Es ist denkbar, dass die mutablen Bindegewebe der Echinodermen aus den Muskelgeweben ihrer evolutionsgeschichtlichen Vorläufer, frühen Chordaten und Enteropneusten (Eichelwürmern) entstanden sind, indem die Muskelzellen zu Juxtaligamentalzellen degeneriert wurden. Diese Vermutung wird gestützt durch die Tatsache, dass die Reizung der Juxtaligamentalzellen durch einen der Reizung von Muskelzellen ähnlichen kalziumabhängigen Zellmechanismus erfolgt, bei dem durch die Kalziumausschüttung die Myosinblockade aufgehoben und die Muskelkontraktion ausgelöst wird,
Auch wenn detaillierte Erkenntnisse zur Entstehung des MCT derzeit noch nicht vorliegen, so ist unumstritten, dass die mechanischen Besonderheiten dieses Gewebetyps die Entstehung und Evolution der Echinodermen überhaupt erst ermöglicht haben.

## Aufbau
Das mutable Bindegewebe besteht aus Kollagenfasern die dem Typ I der Wirbeltiere entsprechen und sich mit Maus-Anti-Kollagen-Typ-I und Rabbit-Antifibrillin-I Antikörpern nachweisen lassen. Die Kollagenfasern sind durch Mikrofibrillen (insbesondere Proteoglukane) zu Bündeln verknüpft, welche schließlich durch eine Matrix aus Stiparin (einem druckaufnehmenden Glykoprotein) aggregiert werden. Je nach Aggregationszustand ändern sich die passiven mechanischen Eigenschaftes des Gewebes.
In der Nähe der Faserbündel sind sogenannte Juxtaligamentalzellen angeordnet die im elektronenmikroskopischen Bild charakteristische elektronendichte Granulae aufweisen. Diese Zellen bilden Ausläufer oder Fortsätze, welche in das Fasergeflecht hineinreichen. Die Juxtaligamentalzellen stehen des Weiteren in synaptischem Kontakt zu Axonen der oft nur einzeln im Gewebe verteilten Neuronen der Echinodermen,
Die Änderung der mechanischen Eigenschaften wird durch Veränderung der interfibrillären Kohäsion ausgelöst, d. h. die Verbindung der Kollagenfaserbündel durch das Stiparin wird durch Ausschüttung bestimmter Proteine, die als „stiffener“ und „plasticicer“ bezeichnet werden aufgebaut oder gelöst. Je mehr fibrilläre Verbindungen bestehen, desto steifer ist das Gewebe, je weniger fibrilläre Verbindungen bestehen, desto weicher ist das Gewebe. Die Ausschüttung von „stiffener“ und „plasticicer“ stehen im Zusammenhang mit kalziumabhängigen Zellmechanismen. Einige Autoren vermuten zudem, das einige wenige kontraktile Zellen an dem Mechanismus beteiligt sind.

## Histologie
Der histologische Nachweis von mutablen Bindegeweben erfolgt über spezielle Färbungen, welches es gestatten den Anteil an Proteoglukanen und Glykosaminoglukanen nachzuweisen. Als geeignet haben sich die Färbungen Movat Pentachrom, Safranin-O-Lichtgrün, Alcianblau-Färbungen (mit einem pH-Wert von 1) für den Nachweise saurer Mucopolysaccharide und PAS-Reaktionen erwiesen.

## Mechanische Eigenschaften
Das mutable Bindegewebe weist besondere nur ihm typische mechanische Eigenschaften auf. In erster Linie ist dies die Fähigkeit ohne Energieverbrauch (d. h. ohne ATP-ADP-Wandel) zwischen steif und hart zu weich und fast flüssig zu wechseln. Es handelt sich nicht um eine Kontraktion, sondern allein um eine Änderung der passiven mechanischen Eigenschaften (Zugfestigkeit, Steifigkeit, Viskosität). Zudem weist das MCT eine besondere Zugwiderständigkeit auf. Während beispielsweise der stärkste bekannte Muskel, der Byssus-Retraktor der Miesmuschel (Mytilus edulis) eine maximale isometrische Kraft von 1,4 MPa aushält und erst bei etwa 10 MPa reißt, liegt die Reißfestigkeit der Körperwand eines Echinaster spinulosus. bei gut 40 MPa (40 MPa entspricht einer Tragkraft von etwa 4 kg pro Quadratmillimeter Faserdurchmesser).
Die für Echinodermen (insbesondere Seelilien, Schlangensterne und Seesterne) bekannte Regenerationsfähigkeit, bzw. der leichte Verlust von Armen, ist ebenfalls eine Konsequenz der Eigenschaften des MCT. Zum einen lassen sich histologisch bestimmte Sollbruchstellen in den Körpersegmenten nachweisen, zum anderen erfolgt die Abtrennung der Körperteile aktiv, d. h. durch Aufweichen des MCT, indem die Stiparin-Verbindungen gelöst werden.